# Tetrachlorethylen
Tetrachlorethylen (systematický název tetrachlorethen; často se používá označení perchlorethylen) je chlorovaný uhlovodík s chemickým vzorcem Cl2C=CCl2. Jedná se o bezbarvou kapalinu široce používanou k chemickému čištění oděvů. Má sladkou vůni vnímanou většinou lidí již při koncentraci 1 ppm. Roční světová výroba v roce 1985 byla 1 milion tun.

## Použití
Tetrachlorethylen je výtečné rozpouštědlo organických látek. Je těkavý, velmi stabilní a nehořlavý. Proto se široce používá pro suché čištění. Většinou ve směsi s dalšími chlorovanými uhlovodíky se užívá k odmašťování kovových částí v automobilovém a jiném kovodělném průmyslu. Je obsažen v některých spotřebitelských výrobcích, například odstraňovačích nátěrů.

### Historické aplikace
Tetrachlorethylen se dříve rozsáhle používal jako meziprodukt při výrobě 1,1,1,2-tetrafluorethanu (HFC-134a) a podobných chladiv. Na počátku 20. století byl také nejúčinnějším dostupným prostředkem proti měchovcům.

## Zdraví a bezpečnost
IARC klasifikuje tetrachlorethen jako karcinogen skupiny 2A, což znamená pravděpodobnou karcinogenitu pro člověka. Podobně jako mnoho dalších chlorovaných uhlovodíků působí tetrachlorethylen tlumivě na centrální nervový systém a může vstupovat do těla přes dýchací ústrojí nebo kůži. Rozpouští tuky v kůži a může ji dráždit.
Tetrachlorethylen je běžným kontaminantem půdy. Vzhledem k jeho mobilitě v podzemní vodě, nízkoúrovňové toxicitě a vysoké hustotě (vyšší než hustota vody) je jeho odstraňování mnohem složitější než u úniků ropy.